# Karl Valentin (musiker)

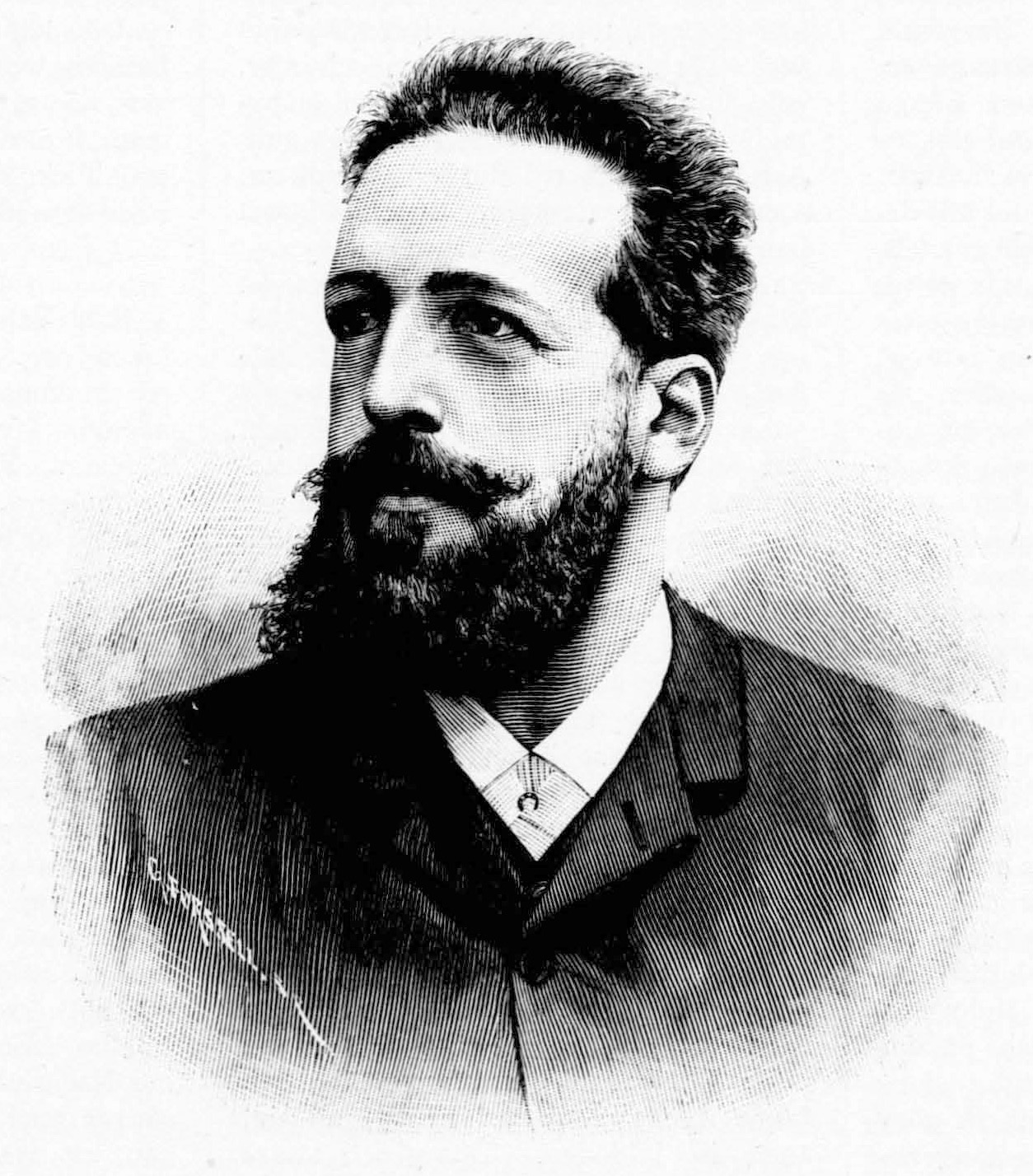
Karl Valentin. Xylografi i Svensk musiktidning 1890.

Karl Fritiof Valentin, född 30 maj 1853 i Göteborgs mosaiska församling, död 1 april 1918 i Lidingö, var en svensk tonsättare och musikskriftställare. Hans var son till Isaac Philip Valentin och far till Guido Valentin samt morfars far till Peter Haber.

## Biografi
Valentin arbetade några år hos Julius Bagge i Stockholm. Från 1879 var han elev vid musikkonservatoriet i Leipzig och disputerade där för filosofie doktorsgrad 1884 på avhandlingen Studien über die schwedischen Volksmelodien. Han invaldes som ledamot nr. 492 av Kungliga Musikaliska Akademien den 20 december 1897 och var akademiens sekreterare 1901–1918. Han var lärare i musikhistoria och estetik 1903–1918 vid akademien. Valentin belönades med Litteris et Artibus 1897.